# II Legislatura de la Asamblea Nacional de Venezuela
La II Legislatura de la Asamblea Nacional de Venezuela inició sus sesiones el 5 de enero de 2006, de acuerdo a los escaños obtenidos por los partidos políticos en las elecciones del 4 de diciembre de 2005, y finalizó su legislatura el 5 de enero de 2011. Es su composición política, la oposición venezolana decidió no participar en las elecciones por aludir demandas de fraude, ocasionando que la Asamblea Nacional quedara compuesta en su totalidad por diputados de los partidos políticos oficialistas, siendo el Movimiento V República (MVR) el principal grupo de opinión al obtener 114 de las 167 bancadas, seguido por Podemos con 15 parlamentarios, Patria Para Todos (PPT) con 11, el Partido Comunista de Venezuela (PCV) 8, Unidad de Vencedores Electorales (UVE) 4, Movimiento Electoral del Pueblo (MEP) y Unidad Popular Venezolana (UPV) con un representante cada partido. Además de otros 13 parlamentarios de partidos políticos regionales. 

## Historia
Inmediatamente instalada la Asamblea, los parlamentarios de UVE se sumaron al MVR quedando este último con 118 diputados. En 2007 con la conformación del Partido Socialista Unido de Venezuela (PSUV), se fusionaron el MVR junto con todos los diputados del MEP, UPV y los partidos regionales a excepción del Movimiento Unido de Pueblos Indígenas. Además algunos diputados de Podemos, PPT y PCV también se sumaron, totalizando un total de 31 diputados anexados al PSUV más los 118 del MVR, quedando los socialistas con 148 parlamentarios, Podemos con 8, el PPT con 7, el PCV con 3 y MUPI con uno.

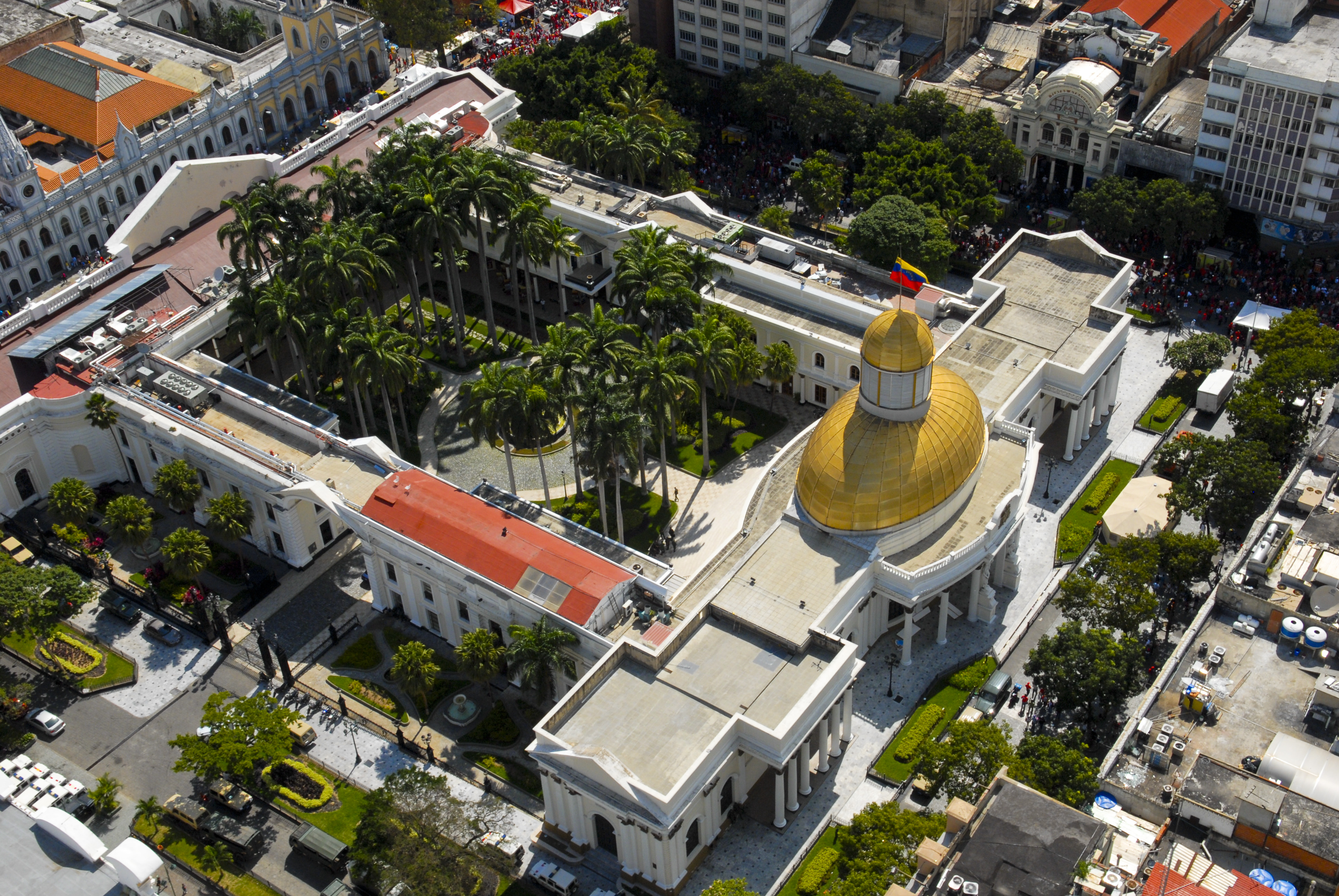
Vista aérea del Palacio Federal Legislativo, sede de la Asamblea Nacional en Caracas.

En 2008 continuaron los cambios, cuando el PSUV expulsa a cuatro parlamentarios de sus filas, tres de los cuales conforman el partido Nuevo Camino Revolucionario (NCR), mientras que el otro se une a un partido que no tenía representación parlamentaria, Gente Emergente. Poco después otros cinco diputados del PSUV se retiran de la organización y retoman sus partidos MEP y UPV, uno se suma a NCR, otro funda el Movimiento Ecológico de Venezuela y el último queda independiente. Quedando el PSUV integrado por 139 parlamentarios. Luego un parlamentario de Podemos se retira de la organización conformando el Movimiento Revolucionario Socialista, dejando a Podemos con 7 diputados, mientras que otra parlamentaria del PPT se retiró del partido para permanecer como independiente. En enero de 2009 se formó otra fracción política llamada Frente Popular Humanista que incluyó dos diputados de NCR y uno por Podemos, GE y una independiente, aunque terminó por integrarse a la bancada de Podemos a finales de ese año.
En enero de 2010 el PPT rompió su alianza con el gobierno y se sumó al partido el parlamentario indígena de MUPI. Por orientación política los diputados del PSUV, PCV, UPV y el independiente Eustoquio Contreras son de tendencia oficialista, Podemos es el único partido opositor, mientras que el PPT, MOVEV, NCR y el independiente Miguel Rojas se consideran como otra alternativa, también conocida como "Ni-Ni".

## Bancadas

Composición:
MVR
PODEMOS
PPT
PCV
UVE
CONIVE
Mi Gente
Otros

Actualizado al 5 de octubre de 2010.
| Partido político                      | Siglas  | Carácter | Diputados |
| ------------------------------------- | ------- | -------- | --------- |
| Partido Socialista Unido de Venezuela | PSUV    | Nacional | 139       |
| Por la Democracia Social              | Podemos | Nacional | 6         |
| Patria Para Todos                     | PPT     | Nacional | 6         |
| Frente Popular Humanista              | FPH     | Nacional | 5         |
| Partido Comunista de Venezuela        | PCV     | Nacional | 5         |
| Movimiento Ecológico de Venezuela     | MOVEV   | Nacional | 1         |
| Independientes                        |         |          | 1         |
| TOTAL                                 |         |          | 163*      |

- La Asamblea estaba integrada por 164 parlamentarios, pero tras el fallecimiento del diputado Luis Tascón a mediados de 2010 (Cabe destacar que el número de diputados al inicio del quiquenio legislativo era de 167 diputados, el cual ha reducido debido a la falta absoluta de 3 diputados además del fallecimiento de Luis Tascón) cuenta con 163 diputados, debido a que su suplente María Mercedes Chapeta renunció a su cargo en 2008 para postularse como alcaldesa en Táchira.

## Diputados por partido
| N.º | Diputado                      | Entidad Federal  | Partido actual | Partido original | Observaciones |
| --- | ----------------------------- | ---------------- | -------------- | ---------------- | --- |
| 1   | Diógenes Edgildo Palau Patiño | Amazonas         | PSUV           | PUAMA            | |
| 2   | Juan Montenegro Núñez         | Amazonas         | PSUV           | PPT              | |
| 3   | Carmen Rodríguez Rauseo       | Anzoátegui       | PSUV           | MVR              | |
| 4   | Earle Herrera                 | Anzoátegui       | PSUV           | MVR              | |
| 5   | Eduardo Arónica Carreyó       | Anzoátegui       | PSUV           | MVR              | |
| 6   | Henry Tachinamo               | Anzoátegui       | PSUV           | MVR              | |
| 7   | Hugo Márquez Rodríguez        | Anzoátegui       | PSUV           | MVR              | |
| 8   | Luis Sánchez Chacón           | Anzoátegui       | PSUV           | MVR              | |
| 9   | Vicente Rodríguez Longart     | Anzoátegui       | PSUV           | Podemos          | |
| 10  | Carlos Espinoza León          | Apure            | PSUV           | MVR              | |
| 11  | Cristóbal Jiménez             | Apure            | PSUV           | MVR              | |
| 12  | Fahd El Gatrif Mizher         | Apure            | PSUV           | MVR              | |
| 13  | Rafael Delgado Camejo         | Apure            | PSUV           | MVR              | |
| 14  | Wilfredo González Venero      | Apure            | PSUV           | MVR              | |
| 15  | Carlos Escarrá                | Aragua           | PSUV           | MVR              | |
| 16  | Eddy Gómez                    | Aragua           | PSUV           | MVR              | |
| 17  | Eleazar Nieves Colmenarez     | Aragua           | PSUV           | MVR              | |
| 18  | Elvis Amoroso                 | Aragua           | PSUV           | MVR              | |
| 19  | Roy Alberto Daza              | Aragua           | PSUV           | MVR              | |
| 20  | William Querales              | Aragua           | PSUV           | Podemos          | |
| 21  | Geovanni Peña González        | Barinas          | PSUV           | MVR              | |
| 22  | Gonzálo Gualdrón              | Barinas          | PSUV           | MVR              | |
| 23  | Jesús Graterol Camacho        | Barinas          | PSUV           | MVR              | |
| 24  | Wilmer Pérez                  | Barinas          | PSUV           | MVR              | Ingresa como diputado principal en sustitución de Pedro Carreño.                                                                                                 |
| 25  | Adel El Zabayar Samara        | Bolívar          | PSUV           | MVR              | |
| 26  | Ángel Marcano Castillo        | Bolívar          | PSUV           | MVR              | Ingresa como diputado principal en sustitución de José Ramón Rivero en 2007.                                                                                     |
| 27  | Berkis Solís De Sorrentino    | Bolívar          | PSUV           | MVR              | |
| 28  | Rafael Ríos Bolívar           | Bolívar          | PSUV           | MVR              | |
| 29  | Rafael Gil Barrios            | Bolívar          | PSUV           | MVR              | |
| 30  | Carmen Montilla               | Carabobo         | PSUV           | MVR              | |
| 31  | Fernando Vásquez Gusmán       | Carabobo         | PSUV           | Podemos          | |
| 32  | Israel Sotillo                | Carabobo         | PSUV           | MVR              | |
| 33  | Orlando García Prado          | Carabobo         | PSUV           | MVR              | |
| 34  | Osmar Enrique Gómez Denis     | Carabobo         | PSUV           | MVR              | |
| 35  | Raúl Álvarez Bracamonte       | Carabobo         | PSUV           | MVR              | |
| 36  | Saúl Ortega                   | Carabobo         | PSUV           | MVR              | |
| 37  | Asdrúbal Coromoto Salazar     | Cojedes          | PSUV           | MVR              | |
| 38  | Hayden Pirela                 | Cojedes          | PSUV           | MVR              | |
| 39  | Jhonny Milano Rodríguez       | Cojedes          | PSUV           | PPT              | |
| 40  | Juan Bautista Pérez           | Cojedes          | PSUV           | MVR              | |
| 41  | Loa Del Valle Tamaronis       | Delta Amacuro    | PSUV           | Mi Gente         | |
| 42  | Omar Marcano Rodríguez        | Delta Amacuro    | PSUV           | PCV              | |
| 43  | Henry Hernández               | Delta Amacuro    | PSUV           | UPV              | El diputado formó parte del PSUV en 2007, pero retornó a su partido en 2008.                                                                                     |
| 44  | Carlos Medina Rojas           | Distrito Capital | PSUV           | MVR              | |
| 45  | Cilia Flores                  | Distrito Capital | PSUV           | MVR              | Miembro de la Junta Directiva de la AN: Presidenta. Ingresa como diputada principal en sustitución de Nicolás Maduro en 2006.                                    |
| 46  | Darío Vivas                   | Distrito Capital | PSUV           | MVR              | Miembro de la Junta Directiva de la AN: Primer Vicepresidente.                                                                                                   |
| 47  | Desirée Santos Amaral         | Distrito Capital | PSUV           | MVR              | |
| 48  | Flor Ríos                     | Distrito Capital | PSUV           | MVR              | |
| 49  | Juan Carlos Dugarte           | Distrito Capital | PSUV           | MVR              | |
| 50  | Luis Beltrán Blanco           | Distrito Capital | PSUV           | MVR              | Ingresa como diputado principal en sustitución de José Khan en 2006.                                                                                             |
| 51  | Pedro Lander                  | Distrito Capital | PSUV           | MVR              | |
| 52  | Reinaldo García Bravo         | Distrito Capital | PSUV           | MVR              | |
| 53  | Tirso Silva                   | Distrito Capital | PSUV           | MVR              | |
| 54  | Alberto Castellar             | Falcón           | PSUV           | MVR              | |
| 55  | Aleydys Manaure Costas        | Falcón           | PSUV           | PCV              | |
| 56  | Andrés Eloy Méndez            | Falcón           | PSUV           | MVR              | |
| 57  | Henry Baldayo                 | Falcón           | PSUV           | MVR              | |
| 58  | Maris Eizaga Rujano           | Falcón           | PSUV           | MVR              | |
| 59  | Ulises Daal                   | Falcón           | PSUV           | Independiente    | |
| 60  | Ángel Landaeta Domínguez      | Guárico          | PSUV           | MVR              | En octubre de 2009 renunció para asumir el cargo de ministro de Energía Eléctrica.                                                                               |
| 61  | Eustoquio Contreras           | Guárico          | PSUV           | MEP              | En 2007 se sumó al PSUV del cual se retiró en 2008, reingresando al MEP pero fue expulsado.                                                                      |
| 62  | Juan José Marín Laya          | Guárico          | PSUV           | PPT              | |
| 63  | Briccio Urdaneta              | Lara             | PSUV           | MVR              | |
| 64  | Denis Peraza                  | Lara             | PSUV           | Abre Brecha      | |
| 65  | Germán Darío Ferrer           | Lara             | PSUV           | MVR              | |
| 66  | Iván Lugo Rodríguez           | Lara             | PSUV           | MVR              | |
| 67  | José David Mora               | Lara             | PSUV           | MVR              | |
| 68  | José Rafael Escalona          | Lara             | PSUV           | MVR              | |
| 69  | Luis Contreras Hernández      | Lara             | PSUV           | MVR              | |
| 70  | Pastor Paucides González      | Lara             | PSUV           | MVR              | |
| 71  | Juan Carlos Pimentel          | Mérida           | PSUV           | MVR              | |
| 72  | José Ramírez Rosales          | Mérida           | PSUV           | MVR              | |
| 73  | Manuel Briceño Méndez         | Mérida           | PSUV           | MVR              | |
| 74  | María Alejandra Ávila         | Mérida           | PSUV           | MVR              | |
| 75  | Obdulio Camacho               | Mérida           | PSUV           | MVR              | |
| 76  | Augusto Montiel               | Miranda          | PSUV           | MVR              | Ingresa como diputado principal en sustitución de Erick Rodríguez.                                                                                               |
| 77  | Aurora Morales                | Miranda          | PSUV           | MVR              | |
| 78  | Carlos Echezuría Rodríguez    | Miranda          | PSUV           | MVR              | |
| 79  | Carmen Álvarez Alfonzo        | Miranda          | PSUV           | MVR              | |
| 80  | Félix Leonett Canales         | Miranda          | PSUV           | MVR              | |
| 81  | Haydée Machín                 | Miranda          | PSUV           | MVR              | |
| 82  | Iroshima Bravo                | Miranda          | PSUV           | MVR              | Ingresa como diputada principal en sustitución de Willian Lara.                                                                                                  |
| 83  | Jesús Álvarez González        | Miranda          | PSUV           | MVR              | Ingresa como diputado principal en sustitución de Jesús Eduardo Ramírez, por su fallecimiento.                                                                   |
| 84  | Luis Gamargo                  | Miranda          | PSUV           | Podemos          | |
| 85  | Maigualida Barrera            | Miranda          | PSUV           | MVR              | Ingresa como diputado principal en sustitución de Pedro Morejón.                                                                                                 |
| 86  | Modesto Ruíz Espinoza         | Miranda          | PSUV           | PCV              | Ingresa como diputado principal en sustitución de David Velásquez.                                                                                               |
| 87  | Romelia Matute                | Miranda          | PSUV           | MVR              | |
| 88  | Tulio Amado Jiménez           | Miranda          | PSUV           | MVR              | |
| 89  | Girardot Cabello              | Monagas          | PSUV           | Podemos          | |
| 90  | Jesús Domínguez               | Monagas          | PSUV           | MIGATO           | |
| 91  | Marelis Pérez Marcano         | Monagas          | PSUV           | MVR              | Miembro de la Junta Directiva de la AN: Segunda Vicepresidenta.                                                                                                  |
| 92  | Santana Figueroa              | Monagas          | PSUV           | MVR              | |
| 93  | Manuel Villalba Sánchez       | Monagas          | PSUV           | PPT              | |
| 94  | Juan José Millán              | Nueva Esparta    | PSUV           | Podemos          | |
| 95  | Juan García Hernández         | Nueva Esparta    | PSUV           | MVR              | |
| 96  | María del Rosario Pacheco     | Nueva Esparta    | PSUV           | MVR              | |
| 97  | Régulo Hernández              | Nueva Esparta    | PSUV           | MVR              | |
| 98  | Alfredo Murga Rivas           | Portuguesa       | PSUV           | MVR              | |
| 99  | Francisco Torrealba           | Portuguesa       | PSUV           | MVR              | |
| 100 | José Rodríguez García         | Portuguesa       | PSUV           | MVR              | |
| 101 | Porfirio Hernández Parra      | Portuguesa       | PSUV           | MVR              | |
| 102 | Zark Lara Barrios             | Portuguesa       | PSUV           | UPPI-FIORP       | |
| 103 | Erasmo Marcano                | Sucre            | PSUV           | MVR              | |
| 104 | José del Carmen Rodríguez     | Sucre            | PSUV           | MVR              | |
| 105 | Yaritza Vallenilla            | Sucre            | PSUV           | MVR              | |
| 106 | Hernán Pacheco                | Táchira          | PSUV           | MVR              | |
| 107 | Jóse Sanguino Cárdenas        | Táchira          | PSUV           | MVR              | |
| 108 | Julio García Jarpa            | Táchira          | PSUV           | MVR              | |
| 109 | Iris Varela                   | Táchira          | PSUV           | MVR              | |
| 110 | Santa Mogollón                | Táchira          | PSUV           | Podemos          | |
| 111 | Juan Mendoza Jover            | Trujillo         | PSUV           | MVR              | |
| 112 | Julio Moreno Viloria          | Trujillo         | PSUV           | MVR              | |
| 113 | Orésteres Leal                | Trujillo         | PSUV           | MVR              | |
| 114 | Oscar Pérez Cristancho        | Trujillo         | PSUV           | MVR              | |
| 115 | Malaquías Gil                 | Trujillo         | PSUV           | Podemos          | Formó parte de Podemos, se retiró y fundó su propio partido, MOVIRES y luego se sumó al PSUV.                                                                    |
| 116 | José Guido de Freitas         | Vargas           | PSUV           | MVR              | |
| 117 | Oswaldo Vera Rojas            | Vargas           | PSUV           | MVR              | |
| 118 | Simón Escalona Prado          | Vargas           | PSUV           | MVR              | |
| 119 | Braulio José Álvarez          | Yaracuy          | PSUV           | MVR              | |
| 120 | Carlos Gamarra                | Yaracuy          | PSUV           | PPT              | |
| 121 | Carmen Sáez                   | Yaracuy          | PSUV           | PPT              | |
| 122 | Ricardo Capella               | Yaracuy          | PSUV           | AMANSA           | |
| 123 | Calixto Ortega                | Zulia            | PSUV           | MVR              | |
| 124 | Edis Ríos Becerra             | Zulia            | PSUV           | MVR              | |
| 125 | Eliseo Peña Pineda            | Zulia            | PSUV           | MVR              | |
| 126 | Énder Palomares               | Zulia            | PSUV           | MVR              | |
| 127 | Francisco López Almao         | Zulia            | PSUV           | MVR              | |
| 128 | Jenny Cedeño Márquez          | Zulia            | PSUV           | Podemos          | |
| 129 | Libes González González       | Zulia            | PSUV           | Podemos          | Ingresa como diputado principal en sustitución de Rodrigo Cabezas.                                                                                               |
| 130 | Lisandro Cabello              | Zulia            | PSUV           | LAGO             | |
| 131 | María Briceño de Queipo       | Zulia            | PSUV           | MVR              | |
| 132 | Mario Isea                    | Zulia            | PSUV           | PPT              | Líder de la bancada del PSUV |
| 133 | Omar Osorio López             | Zulia            | PSUV           | Podemos          | |
| 134 | Rafic Souki Rincón            | Zulia            | PSUV           | MVR              | |
| 135 | Roberto Quintero Valencia     | Zulia            | PSUV           | MVR              | |
| 136 | Leonidas Gonzales             | Zulia            | PSUV           | MVR              | |
| 137 | José Poyo                     | Indígena         | PSUV           | CONIVE           | Representante indígena de la región Oriente |
| 138 | Noelí Pocaterra               | Indígena         | PSUV           | CONIVE           | Representante indígena de la región Occidente |
| 139 | Esteban Argelio Pérez Ramos   | Indígena         | PSUV           | FUNDACIDI        | Representante indígena de la región sur |
| 1   | Ismael García                 | Aragua           | UPP            | Podemos          | Líder de la bancada de Podemos |
| 2   | Wilmer Azuaje                 | Barinas          | UPP            | Frente Humanista | Líder de la bancada del Frente Humanista. Fue elegido en 2005 por el MVR, pero el partido se transformó en 2007 como PSUV, en 2008 fue expulsado e ingresa a GE. |
| 3   | Juan José Molina              | Bolívar          | UPP            | Podemos          | |
| 4   | Pastora Medina                | Bolívar          | UPP            | Frente Humanista | |
| 5   | Luis Díaz Salazar             | Monagas          | UPP            | Frente Humanista | En 2005 fue elegido por el MVR, pero en 2007 el partido se transforma a PSUV en el cual se mantiene hasta 2008, cuando pasa a NCR.                               |
| 6   | Ricardo Gutiérrez Briceño     | Portuguesa       | UPP            | Podemos          | |
| 7   | Hermes García Font            | Sucre            | UPP            | Podemos          | |
| 8   | Bernardo Jiménez Álvarez      | Sucre            | UPP            | Podemos          | |
| 9   | José Ramón Regnault           | Sucre            | UPP            | Frente Humanista | |
| 10  | Tomás Sánchez                 | Yaracuy          | UPP            | Frente Humanista | En 2007 se retira de Podemos e ingresa al PSUV en el cual se mantiene hasta 2008, cuando pasa a NCR.                                                             |
| 11  | Arcadio Montiel               | Zulia            | UPP            | Podemos          | |
| 1   | Julio Haron Ygarza            | Amazonas         | PPT            | MUPI             | Fue elegido por MUPI, pero en 2010 pasó al PPT. |
| 2   | Laura Vals                    | Carabobo         | PPT            | PPT              | |
| 3   | Enrique González              | Delta Amacuro    | PPT            | PPT              | |
| 4   | José Albornoz                 | Guárico          | PPT            | PPT              | |
| 5   | Wilmer Iglesias               | Mérida           | PPT            | PPT              | Líder de la bancada del PPT |
| 6   | José Simón Calzadilla         | Lara             | PPT            | PPT              | Ingresó como suplente de Amalia Sáez en 2008 porque ésta fue elegida alcaldesa de Iribarren.                                                                     |
| 1   | Oscar Figuera                 | Aragua           | PCV            | PCV              | Líder de la bancada del PCV |
| 2   | Diluvina Cabello              | Bolívar          | PCV            | PCV              | |
| 3   | Douglas Eduardo Gómez         | Carabobo         | PCV            | PCV              | |
| 4   | Douglas Gómez                 | Carabobo         | PCV            | PCV              | Ingresó como suplente de Francisco Ameliach |
| 5   | Edgar Lucena                  | Táchira          | PCV            | PCV              | |
| 1   | Pedro Bastidas                | Aragua           | MOVEV          | MVR              | |
| 1   | Miguel Rojas                  | Guárico          | Independiente  | MVR              | |

## Histórico directiva
| Periodo           | Presidente            | Primer Vicepresidente          | Segundo Vicepresidente     | Observaciones                                               |
| ----------------- | --------------------- | ------------------------------ | -------------------------- | ----------------------------------------------------------- |
| enero-agosto 2006 | Nicolás Maduro-MVR    | Desireé Santos Amaral-MVR      | Roberto Hernández-PCV      | Cilia Flores sustituyó a Nicolás Maduro en agosto de 2006.  |
| 2006-2008         | Cilia Flores-MVR/PSUV | Desireé Santos Amaral-MVR/PSUV | Roberto Hernández-PCV/PSUV |                                                             |
| 2008-2009         | Cilia Flores-PSUV     | Roberto Hernández-PSUV         | José Albornoz-PPT          | Saúl Ortega sustituyó a Roberto Hernández en abril de 2008. |
| 2009-2010         | Cilia Flores-PSUV     | Saúl Ortega-PSUV               | José Albornoz-PPT          |                                                             |
| 2010-2011         | Cilia Flores-PSUV     | Darío Vivas-PSUV               | José Albornoz-PPT          | Darío Vivas sustituyó a Saúl Ortega en enero de 2010.       |
| 2010-2011         | Cilia Flores-PSUV     | Darío Vivas-PSUV               | Marelis Pérez-PSUV         | Marelis Pérez sustituyó a José Albornoz en mayo de 2010.    |